# Saint-Hilaire-la-Treille
Saint-Hilaire-la-Treille (en occitano Sent Ilaire) es una población y comuna francesa, situada en la región de Lemosín, departamento de Alto Vienne, en el distrito de Bellac y cantón de Magnac-Laval.

## Demografía
| 733 | 681 | 606 | 513 | 453 | 396 | 429 |
| Para los censos de 1962 a 1999 la población legal corresponde a la población sin duplicidades (Fuente: INSEE [Consultar]) |     |     |     |     |     |     |